# 460年代
| 千纪： | 1千纪                                                                                  |
| 世纪： | 4世纪 \| 5世纪 \| 6世纪                                                                |
| 年代： | 430年代 \| 440年代 \| 450年代 \| 460年代 \| 470年代 \| 480年代 \| 490年代              |
| 年份： | 460年 \| 461年 \| 462年 \| 463年 \| 464年 \| 465年 \| 466年 \| 467年 \| 468年 \| 469年 |

## 大事记
- 461年，雍州刺史海陵王休茂反於襄陽,殺典簽楊慶、[戴雙、司馬庾深之,參軍尹玄慶起兵攻休茂,生擒,斬之。
- 465年，

五月,魏文成帝崩,獻文帝即位。
八月,柳元景、顏師伯密謀廢帝立江夏王義恭,事洩,皆被殺。
九月,前废帝遣使賜新安王子鸾死,又杀其母弟南海王子师及其母妹。

## 出生
- 约463年，羅慕路·奧古斯都路斯，西羅馬帝國最後一位皇帝。
- 466年，酈道元，北魏地理學家、散文家。
- 467年，魏孝文帝，北魏第七位皇帝。